# Preston (Iowa)
Preston è un comune degli Stati Uniti d'America, situato nello Stato dell'Iowa, nella contea di Jackson.